# Араратская аномалия

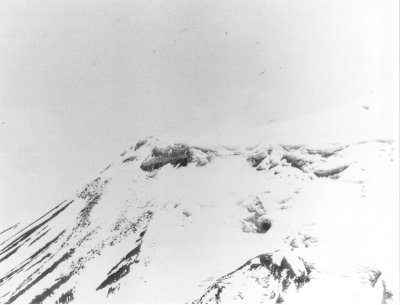
Фотография Араратской аномалии, сделанная разведывательным управлением минобороны США в 1949 году.

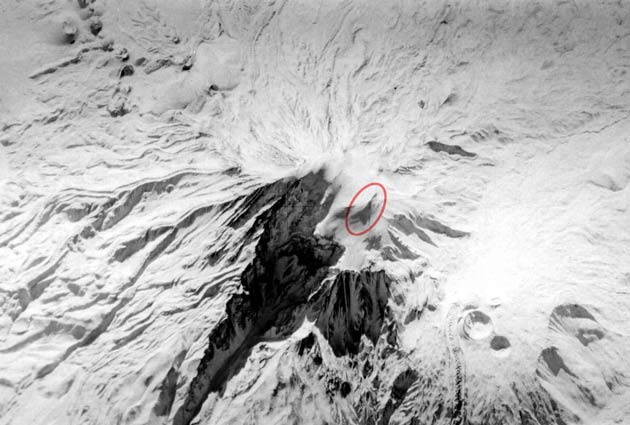
Фотография, сделанная KH-9 в 1973 году, аномалия выделена красным.

Араратская аномалия — объект, запечатлённый на фотографиях заснеженной юго-западной стороны горы Арарат в Турции. Некоторыми христианами признается как Ноев ковчег.

## Общая информация
Аномалия расположена на юго-западной стороне горы Арарат (около 39°42′10″ с. ш. 44°16′30″ в. д.) на высоте около 4420 м, в 2,2 км к западу от вершины горы по горизонтали. Длина аномалии составляет около 160—180 метров, ширина ― около 27 метров. Отношение её длины к ширине близко к 6:1, как указано в ветхозаветной книге Бытия для Ноева ковчега. Впервые аномалия была снята во время миссии воздушной разведки ВВС США в 1949 году.
Шесть кадров из как минимум 23, сделанных в 1949 году, были обнародованы на основании Закона о свободе информации в 1995 году.
Аномалию также фотографировал проект Landsat в 1970-х и NASA Space shuttle в 1994 году. Снимки Landsat, проанализированные доктором Фредом Вальцем в 1970-х годах совместно с центром данных EROS при изучении с 6-кратным увеличением, показали, что объект имеет отражательную спектральную полосу, отличную от всей окружающей его местности.
Также аномалия появилась на военных спутниковых изображениях, сделанные ЦРУ с помощью KH-9 Hexagon в 1973 году и KH-11 в 1976, 1990 и 1992 годы, которые были засекречены.
Аномалию также фотографировал французский спутник SPOT в сентябре 1989 года.
В 1995 году Разведывательное управление Министерства обороны США (РУМО), проведя анализ двух фотографий 1949 года, не исключило возможность того, что это искусственная структура, но заявило, что аномалия, по-видимому, является одним из «линейных фасадов в ледниковом льду, лежащем под недавно скопившимся льдом и снегом». При этом РУМО отказалось предложить анализ кадров с номерами 4, 5 и 6, которые показывают пару из трёх зубцов или симметричных балок, выступающих из горы.
В 2000 году совместный исследовательский проект искал аномалию с помощью спутника IKONOS. В результате было получено шесть цифровых изображений с очень высокой четкостью. Самые лучшие фотографии были сделаны 5, 11, 30 августа и 13 сентября 2000 года. Американский специалист по дешифрированию спутниковых данных Поршер Тэйлор предоставил снимки IKONOS и рассекреченные аэроснимки 1949 года группе независимых ученых и аналитиков, собранных для этого проекта. Четверо экспертов заявили, что аномалия могла быть создана руками человека, двое экспертов заявили, что это скала, и один эксперт назвал доказательства неубедительными. Так эксперт по цифровым изображениям Роман Гомес сказал, что разрешение в один метр недостаточно высоко, чтобы сделать окончательное определение, но «больше нигде на горе нет ничего подобного». Аналитик спутниковых изображений Центра наземных боевых действий ВМС США Клиффорд Пайва сказал, что аномалия может быть «геологической», но более вероятно, что она является искусственным сооружением из-за углов в 90 градусов. При этом директор Центра дистанционного зондирования Бостонского университета Фарук Эль-Баз считает, что аномалию можно интерпретировать как естественные формы рельефа.
На снимках со спутника, сделанных в 2003 году, отчётливо видны различия в её гладкой поверхности и окружающих горных пород, что может служить признаком их различного состава.